# 河律莉
河律莉（韓語：하율리，1999年1月13日—），本名孟英珠（韓語：맹영주），韓國女演員，目前就讀於世宗大學電影藝術學系。

## 演出作品

### 電視劇
| 年份 | 播放平台 | 劇名                     | 角色           | 備註 |
| 2021 | JTBC     | 《薛西弗斯的神話》       | 崔高恩         |      |
| 2021 | SBS      | 《紅天機》               | 梅香           |      |
| 2021 | MBC      | 《衣袖紅鑲邊》           | 裴景熙         |      |
| 2022 | SBS      | 《今日的網漫》           | 普美           |      |
| 2022 | Kakao TV | 《偶然的田園日記》       | 崔民           |      |
| 2023 | tvN      | 《潘多拉：被操纵的乐园》 | 高海秀（少年） |      |
| 2024 | TVING    | 《金字塔游戏》           | 方雨伊         |      |
| 2024 | JTBC     | 《玉氏夫人傳》           | 金素慧         |      |

### 電影
| 年份   | 劇名         | 角色 | 備註     |
| 2018年 | 《自私自利》 | 勝熙 | 短篇電影 |

## 獎項
| 年份   | 頒獎典禮           | 獎項       | 作品           | 结果 |
| 2018年 | 洪城國際短篇電影節 | 女子配角獎 | 《自私自利》   | 獲獎 |
| 2021年 | MBC演技大獎        | 女子新人獎 | 《衣袖紅鑲邊》 | 提名 |

## 外部連結
- 河律莉的Instagram帳戶
- 河律莉在NAVER上的资料
- 河律莉在Daum上的资料
- 河律莉在互联网电影资料库（IMDb）上的資料（英文）
- 河律莉在HanCinema的頁面（英文）（英文）